# Delage D4
La D4 era un'autovettura di fascia media prodotta tra il 1933 ed il 1934 dalla Casa automobilistica francese Delage.

## Profilo
Con la D4, la Casa di Levallois intendeva rispolverare una fascia di mercato trascurata da troppo tempo, vale a dire quella della vetture intorno al litro e mezzo. Era infatti dal 1921, con l'uscita di produzione della Type AM, che nel listino Delage mancava una vettura di fascia analoga.

La D4 andò pertanto ad inserirsi alla base della gamma, subito sotto la DS con motore da 2.5 litri. Il resto della gamma era composto nel 1933 da altri due modelli: la D6 con motori da 2.7 e 3 litri e la D8, con motore da 4.1 litri.

La D4 era costruita sul telaio da 2837 mm utilizzato anche per altri modelli della Casa. Era equipaggiata da un 4 cilindri da 1481 cm³ di cilindrata, in grado di erogare una potenza massima di 40 CV a 4200 giri/min. La velocità massima era di circa 100 km/h.

In ogni caso, la D4 non ottenne un gran successo di vendite, poiché la concorrenza si era fatta spietata in un settore dove la Delage mancava da anni e nel quale aveva perso molto del suo peso. Il pubblico le preferì vetture come la Peugeot 301, che difatti fu venduta più a lungo e in quantità nettamente superiori.

Pertanto la D4 fu pensionata prematuramente nel 1934.